# Maček v črnilu
Maček v črnilu je štajerska ljudska basen, ki jo je leta 1850 prvič zapisal Anton Martin Slomšek v  Drobtinicah.

## Vsebina ljudske basni
Reven čevljar je imel pri hiši kopico otrok in belega mačka. Gospodarju je bil maček zvest tovariš, miškam in podganam pa najhujši sovražnik. Vsak dan je beli maček polovil nekaj miši, ki so zbežale v svoja skrivališča takoj, ko se je prikazal. Ko je maček naredil po hiši lep mir in strah, se je prišel po svoji stari mačji navadi k čevljarju muzat in prilizovat. Nekega jutra, ko je maček iskal prigrizek, je po nerodnosti padel v veliko posodo čevljarskega črnila, s katerim je čevljar črnil in mazal novo obutev. Ko so miške zagledale črnega mačka, so se čudile, kako se je njihov sovražnik tako hitro spremenil. Mislile so, da si je nadel črno suknjo, ker je žalosten, ker jih je tako neusmiljeno preganjal. Bile so prepričane, da je spokornik, ki se posti in da zaradi tega ne bo več jedel mesa. Zato so sklenile, da mu lahko zaupajo. Brezskrbne in vesele so se igrale okrog črnega mačka in bile prav dobre volje. Maček pa se je potuhnil in le čakal na ugoden trenutek. Planil je med miši in polovil vse, ki jim ni uspelo zbežati. »Gorje nam,« so kričale miši, kar jih je srečno zbežalo, »maček le suknjo spremeni, narave nikoli.«

## Značilnosti basni in živalskih pravljic v povezavi z obravnavanim besedilom
- Neznan čas in kraj nastanka: zgodba se je prenašala iz roda v rod in se je pod raznimi družbenimi vplivi, v okolju in času spreminjala in krčila ali dopolnjevala  .
- Anonimnost: neznan avtor, znan je le avtor prvega zapisa te basni.
- Poučne vsebine, globoke  etične misli in  moralna vodila: naj te »preobleka« ne zavede, ohranjaj svojo intuicijo in se ne pusti zavesti na pogled povsem nenevarnemu človeku.
- V basni največkrat nastopajo živali: maček, miši in podgane so glavni literarni liki.
- Tako živali kot nežive prirode označujejo človeške lastnosti: miši govorijo in modrujejo.
- Značajska tipiziranost živali: mačka je dobrikava in nežna, hkrati pa hinavska, miši so plašne in naivne.
- Nastopajoči nimajo imen: maček in miši.

## Interpretacija besedila na podlagi feministične teorije Clarisse Pinkole Estés

### Zunanja razčlenitev besedila
Pripovedovalec:
- tretjeosebni ali vsevedni

Literarni kraj:
- čevljarjeva hiša (natančnejša umestitev pa niti ni potrebna, saj bi se lahko takšna zgodba odvila kjerkoli in kadarkoli)

Literarni čas:
- neznan (»Svoje dni je imel ubogi čevljar ...«)

Literarni liki:
- glavni literarni liki:
  - maček
  - miši in podgane

- stranski literarni liki:
  - čevljar

Nauk basni, sporočilo besedila:
»Maček le suknjo spremeni, ne pa svojih misli.«

### Prirojeni plenilec in njegova krinka
Zgodba o mačku, ki je padel v črnilo, pravzaprav govori o temnem moškem, prirojenem  plenilcu, svojstveni in nesporni sili, ki jo je treba vtisniti v spomin in obvladati. Da bi ženske, ki v naši ljudski pravljici igrajo vlogo plašnih miši, obvladale plenilca, je nujno, da ohranijo vse instinktivne moči. Čeprav naj bi maček, torej temni plenilec, po nesreči padel v črnilo, si je v bistvu le nadel krinko, plašč pod katerim je postal neprepoznaven, bolj domač in za naivno žensko prav nič nevaren. Čeprav je veliko naivnih žensk podleglo moči plenilca, so se nekatere vendarle rešile in ravno tiste, so iz te zgodbe odšle močnejše in modrejše, saj so se naučile na prvi pogled prepoznati zvijačnega plenilca svoje psihe, četudi je zavit v drugačen plašč in je na prvi pogled povsem nenevaren. To nam lahko dokaže nauk na koncu naše štajerske ljudske basni, ki pravi: »Maček le suknjo spremeni, narave nikoli.« Zato so poučne zgodbe, kot so basni, tako dragocene; vsebujejo iniciacijske zemljevide, tako da je mogoče dokončati tudi delo, ki je naletelo na ovire. 

### Naivna ženska kot lahek plen
Miši bi lahko poosebljale mlade ženske, ki se dajo hitro ukaniti. Sprva jih je beli maček plašil, potem pa si je nadel črn plašč in njihova intuicija je bila utišana. Skoraj vse ženske so vsaj enkrat doživele kaj podobnega. Napačna presoja je skoraj normalna za žensko, premlado, da bi imela razvite alarmne sisteme. Na to nas lahko opozori poved: »Tako so miši modrovale, kakor pač miši modrujejo.« Naivnost in nepremišljenost mlade ženske najlepše zasledimo v povedih: »Brezskrbne in vesele so se igrale okrog črnega mačka. Bile so prav dobre volje, še prepevale so.« Brez ljubečega starševskega vodstva postane naivna mlada ženska še zgodnejši plen. V naši ljudski pravljici pa so miši vseh starosti enačene. To pomeni, da tako starejše kot mlajše ženske komajda slišijo notranja opozorila, ker so odrezane od divjega, nadaljujejo pot in se naivno smehljajo. Clarissa Pinkola Estés v svojem ustvarjalnem delu o notranjem življenju žensk meni, da plenilca razderemo tako, da ohranjamo intuicijo in instinkte ter se upremo njegovemu zapeljevanju. Ko bi naredili seznam vseh dosedanjih življenjskih izgub in se spomnili vseh razočaranj, trenutkov nemoči v stiskah, trenutkov glaziranih in šuštečih izmišljij, bi spoznali ranljiva mesta v svoji psihi.

### Prisotnost avtorja v zgodbi
Miši menijo, da črn maček ni več nevaren, saj je postal spokornik, ti pa se postijo in se mesa niti ne dotaknejo. Tukaj moramo tudi upoštevati avtorja, ki je tudi avtor mnogih posvetnih besedil. Anton Martin Slomšek se je s to ljudsko pravljico dotaknil teme navideznih in potuhnjenih spokornikov, ki v bistvu le čakajo na pravo priložnost za udarec. Meni torej, da se je takšnih moških treba najbolj bati, saj nas s svojo pokorščino lahko z lahkoto ukanijo.

### Tabuizirana tema v ozadju zgodbe
V ozadju ljudske pravljice pa je skrita še ena pereča tema, ki jo lahko interpretiramo na dva načina. Basen namreč pripoveduje tudi o tem, kako se je maček »prišel po svoji stari mačji navadi k čevljarju muzat in prilizovat« in da »je obema bilo lepo«. Tukaj se prirojeni plenilec naivnih žensk odkriva kot hinavski prilizovalec, ki izkazuje nadrejenemu pretirano prijaznost z namenom, da bi si pridobil njegovo naklonjenost. Tukaj se kaže tudi premišljena izbira poosebljenih živalskih junakov, saj so mačke od nekdaj bile znane po svoji priliznjenosti, hinavščini in nepredvidljivosti. Muzanje pa si lahko razlagamo tudi drugače. To, da je »obema bilo lepo«, bi lahko razumeli tudi kot znak istospolne usmerjenosti plenilca in njegovega lastnika. Ljudske basni so se namreč ohranjale z ustnim izročilom, njihov izvor pa je neznan, tako kot tudi čas nastanka. Včasih so takšne teme, kot je istospolna usmerjenost, bile kaznovane s smrtjo, če si je kdo drznil o tem govoriti. Ljudske basni in pravljice pa so bile idealna krinka za tovrstne zgodbe.

## Motivno-tematske povezave z drugimi pravljicami
- krinka kot sredstvo za doseg cilja

 Ezopova pravljica Maček in kokoši govori o mačku, ki se je preoblekel v  zdravnika, da bi ga bolne kokoši spustile v kurnik. Kokoši so mačjega zdravnika odslovile, češ da so se začele počutiti bistveno bolje. 
 La Fontainova pravljica Mačka in stara miš govori o mački, ki se je zatekla v veliko shrambo, kjer je živela mišja družina. Da bi ukanila miši, se je delala, da je mrtva. Mlade miši se »mrtve« mačke niso bale, toda stara miš je posvarila mlade miši o mačjih devetih življenjih in tako so skupaj ukanile mačko in pravljica je imela srečen konec.
- mačja hinavščina

Pravljica iz  Tisoč in ene noči Mačka in miš pripoveduje o hinavski mački, ki se je po naporni noči lova želela v hudem deževju zateči v mišjo luknjo. Miš je v svoj dom ni želela sprejeti, saj se je zavedala, da je mačka po naravi njena sovražnica in da živi od njenega mesa. Mačka je z ganljivim in ponižnim glasom v imenu  Alaha želela z mišjo skleniti prijateljstvo. Kljub svoji mišji intuiciji je miš premagala svoj strah in spustila mačko v svoj dom, saj je menila, da kdor z dobroto vrača, tega Alah poplača. Ko se je mačka nekoliko odpočila, je planila na miš, ki je začela klicati pomoč in vpiti. Miš je želela spomniti mačko na njuno sklenjeno prijateljsko zvezo, toda mačka se na to ni ozirala in se je že začela pripravljati na zadnji skok. Ves hrup je zaslišal lovec, ki je z lovskimi psi ravno šel mimo jame. Misleč, da je notri lisjak, je zgrabil mačko za rep, jo potegnil ven in raztrgal na kose. Miš pa se je rešila brez hujše rane.
- mačja priliznjenost in zvitost

Siluška basen Mačka in miška, ki jo je leta 1896 zapisal Dragotin Kette pripoveduje o mladi miški, ki je nekoč videla mačko, kako jé slanino. Stekla je k njej in jo poprosila za grižljaj. Mačka jo je ozmerjala s tatico in jo v hipu zagrabila in zadavila, nato pa je dalje lizala okusno slanino. Drugi dan je gospodinja v kleti našla snedeno slanino in zadavljeno miško. Kakor hitro je zagledala muco, jo je poklicala s sladkimi besedami in jo začela božati, češ da je pridna mucika, ker je zadavila to miš, ki je snedla vso slanino. In mačka je zadovoljno godrnjavsala in predla, kakor da je najbolj nedolžna žival na svetu.

## Izdaje
- Drobtinice, Maribor, 1850
- Slovenske basni in živalske pravljice, Mladinska knjiga, Ljubljana, 1980
- Slovenske basni in živalske pravljice, Mladinska knjiga, Ljubljana, 1991
- Slovenske pravljice, Založba Nova revija, Ljubljana, 2002
- Slovenske basni in živalske pravljice, Mladinska knjiga, Ljubljana, 2005
- Maček v črnilu, Založba AJDA, Murska Sobota, 2007